# Amaseconti
Amaseconti (Anmissoukanti) /abundance of small fish [herring], ili obilje male ribe/,  jedno od plemena konfederacije Abenaki sa Sandy Rivera u okrugu Franklin, Maine, prema Sultzmanu, između gornjeg Kennebeca i Androscoggina. Swanton navodi da su imali dva sela pod ovim imenom, jedno kod New Sharona, drugo kod Farmington Fallsa, na rijeci Sandy u Maine. 
Amaseconti učestvuju s ostalim Abenakima u ranim ratovima protiv Engleza, a uključeni su i u ugovor iz Portsmoutha u New Hampshireu 1713. Godine 1704. većina njih je migrirala u Bécancour, Quebec, u Kanadi, gdje uz ostala istočna plemena Abenaka, ulaze u sastav plemena Abénakis de Wolinak (Bécancour), na rezervi Wolinak blizu Trois-Rivieres. Svoje ime zadržat će sve do 1809. 